# Ґринджоли (сани)

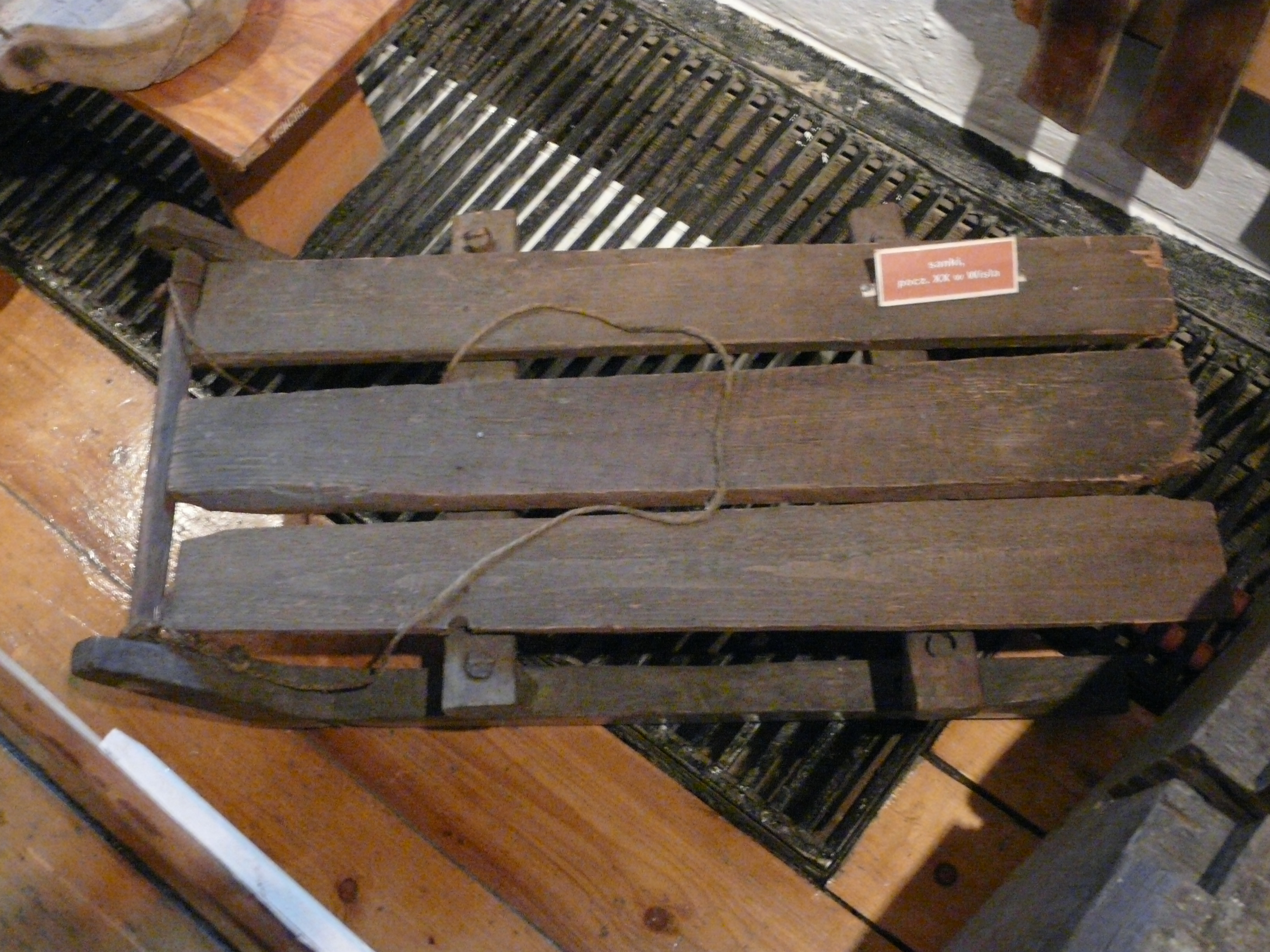
Польські ґринджоли у Бескидському музею, Вісла

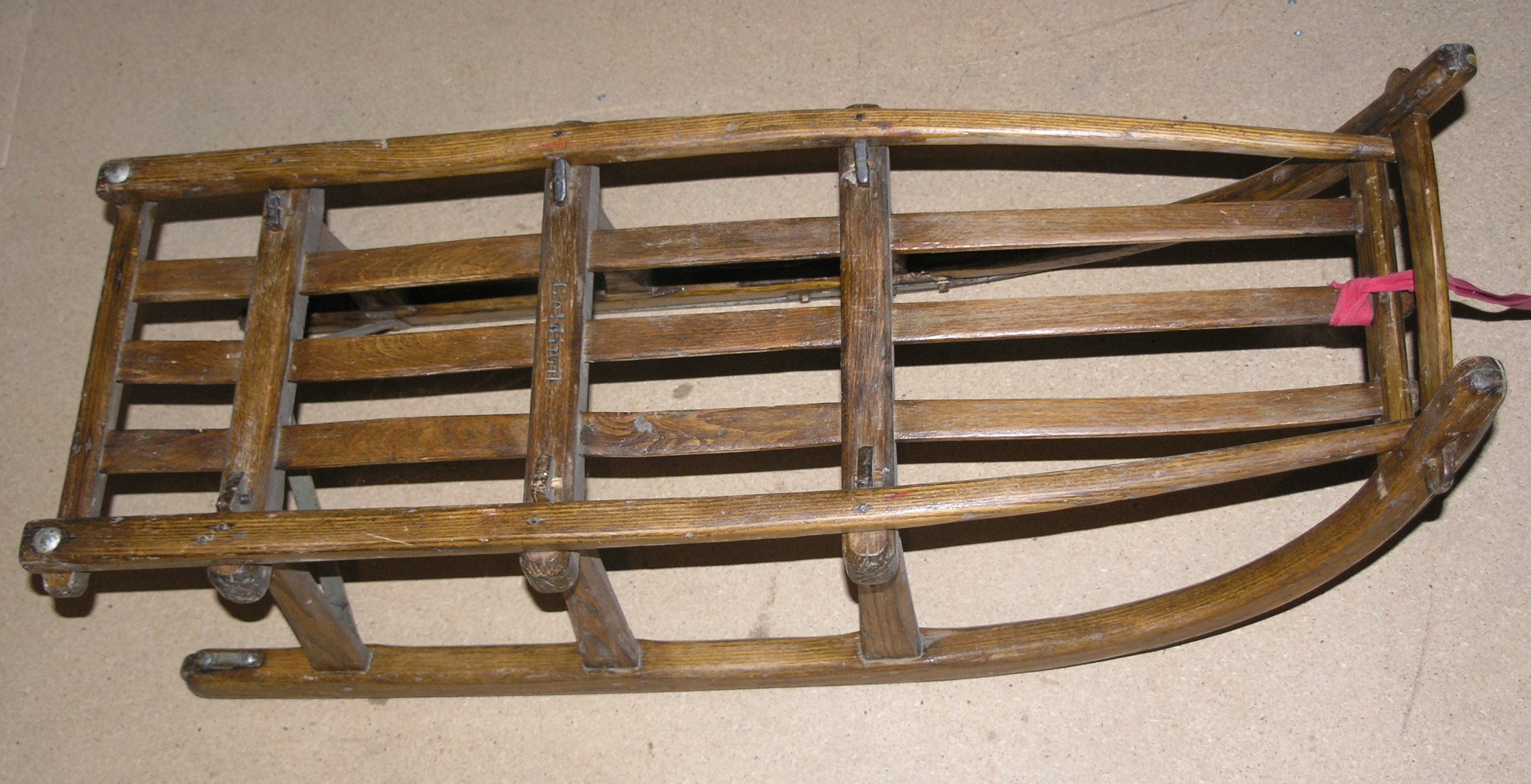
Швейцарські ґринджоли. XX ст.

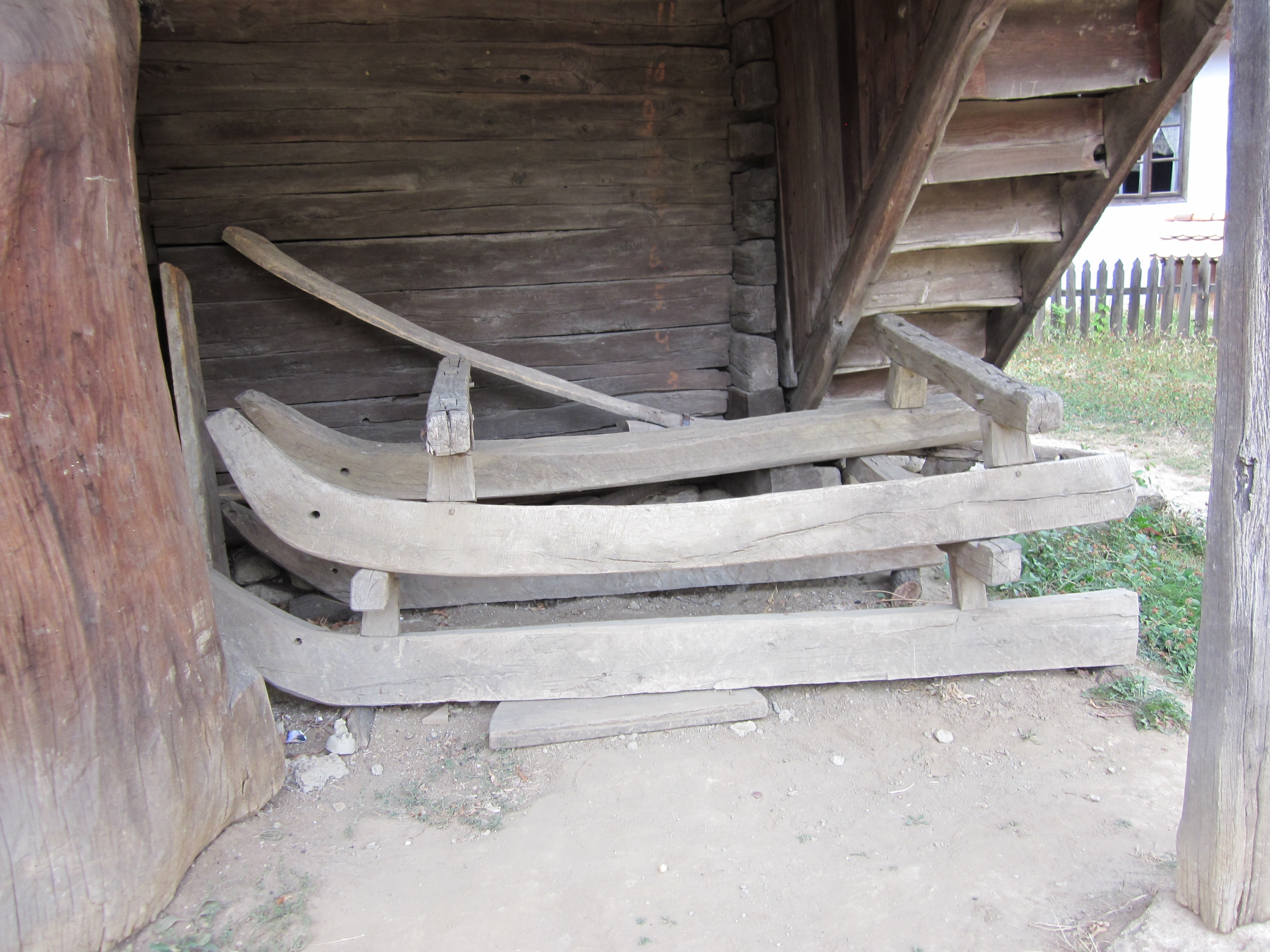
Румунські ґринджоли. Музей Села імені Дімітріє Густі, Бухарест

Ґринджо́ли — сани примітивної конструкції, відомі у деяких областях України. Великі ґринджоли використовують для перевезення дров та інших важких речей, маленькі («ґринджолята», «ґринджолєти») — для легких вантажів, а також як дитячі санчата.
Слово «ґринджоли» виводять з румунської мови: gringioară від рум. grindă («жердина», «балка»). Втім, слід зауважити, що самі румуни аналогічний транспортний засіб називають tirsitoăre, що вимушує поставити під сумнів офіційну етимологію.

## Конструкція
Ґринджоли мають два довгих полози, кожен з яких попереду загинається догори, утворюючи закрут-«каблучку» (яку зовуть ичвина). Полози з'єднують оплі́нами (опле́нями) — поперечними брусами. Для цього на кінцях оплінів знизу роблять глухі отвори, у які вставляють стрижні, що вбиті вертикально у полози — копили. Окрім того, отвори роблять і на кінцях оплінів згори: у них іноді вставляють чотири рожни — вертикальні кілки, які слугують для прив'язування до них перевезенних речей. Вантажі також можуть кріпити просто до оплінів поплюстками — зав'язками зі свіжозрубаного гілля.
Для їзди використовують ґринджоли менших розмірів, легкі, іноді оздоблені вибагливою різьбою або кольоровими візерунками.

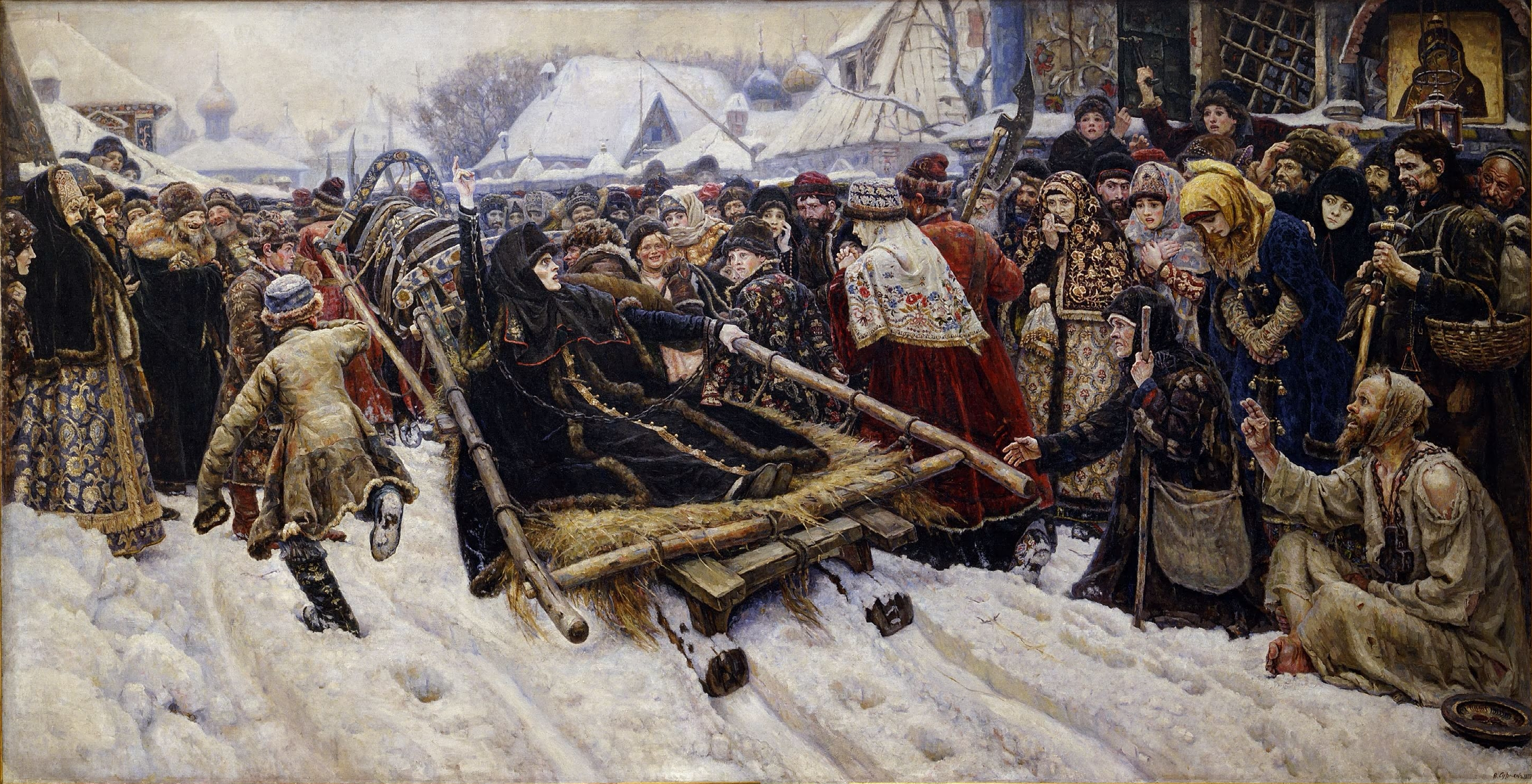
Розвальні на картині В. І. Сурикова «Бояриня Морозова»

Сани аналогічної конструкції колись побутували у Росії, де вони були відомі під назвою «дровні» (рос. дровни), бо їх зазвичай використовували для транспортування дров. Конструкція російських ґринджол була дещо відмінною: на копили (накопыльники) кріпляться поздовжні бруси (грядки), з'єднані поперечинами (вязками). Варіантом російських ґринджол є «розвальні» — сани з жердинами («відводами»), які йдуть розширюючись назад (немов «розвалюючись», за що ці сани й отримали свою назву, запозичену згодом і до української мови). Відводи кріпляться спереду до передніх кінців полозів чи до поперечного бруса-попередня, ззаду — до кінців поперечної жердини. Між відводами і грядками протягаються мотузки, які утворюють бортові сітки.

## Інше
- Ґирджоли — у Закарпатті дитячі ковзани, що прикріплювали до взуття й на яких узимку каталися на льоду
- Ґринджури — волокуша з паралельно збитими жердинами, за допомогою яких перевозили плуг (Івано-Франківська область)[1]